# Gymnopilus elongatipes
Gymnopilus elongatipes là một loài nấm thuộc họ Cortinariaceae.